# Мельник, Вадим Иванович
Вадим Иванович Мельник (укр. Вадим Іванович Мельник; род. 2 мая 1972, Житомир, УССР, СССР) — украинский государственный деятель, юрист, политик, председатель Государственной фискальной службы Украины с 21 декабря 2020 года. Директор Бюро экономической безопасности Украины с 20 августа 2021 по 11 апреля 2023 года. Заслуженный юрист Украины (2016). Доктор юридических наук.

## Биография

### Образование и военная служба
Начал военную карьеру в 1987 году, когда поступил в Киевское Cуворовское военное училище.
С 1989 до 1994 года был курсантом Харьковского высшего военного авиационного училища радиоэлектроники. Закончил обучение по специальности «Радиотехнические средства», получил квалификацию специалиста радиоинженера.
С 1994 по 1999 годы — курсовой офицер факультета радиотехнических информационных систем и радиоэлектронной борьбы Харьковского военного университета.
В 1995 году поступил в Национальную юридическую академию Украины имени Ярослава Мудрого, где завершил обучение в 2000 году по специальности «Правоведение».
Проходил военную службу в Вооружённых силах Украины с 1989 по 1999 годы.

### Карьера
С 2000 по 2005 годы работал на различных должностях налоговой милиции в подразделениях по противодействию коррупции.
С 2005 по 2016 годы работал в следственных подразделениях налоговой милиции, в том числе:
- В 2005—2008 годах — заместитель начальника управления налоговой милиции — начальник следственного управления налоговой милиции Сумской области[5];
- В 2008—2011 годах — руководитель следственных подразделений налоговой милиции Святошинского, Голосеевского районов г. Киева[2];
- В 2011—2013 годах — начальник управления в составе Главного следственного управления (ГНС / Миндоходов)[5][6];
- В 2013—2014 годах — руководитель следственного подразделения налоговой милиции Киевской области;
- В 2014—2016 годах — начальник Главного следственного управления финансовых расследований Государственной фискальной службы Украины[7] .

С 21 декабря 2020 года — Председатель Государственной фискальной службы Украины.
В августе 2021 года стал председателем Бюро экономической безопасности.
Во время российского вторжения в Украину заявил, что должен заниматься конфискацией российского бизнеса в Украину.
11 апреля 2023 года уволен с должности Директора Бюро экономической безопасности Украины.

### Преподавательская и правотворческая деятельность
В 2016 году в Харьковском национальном университете внутренних дел защитил кандидатскую диссертацию на тему: «Административно-правовой статус субъектов обеспечения экономической безопасности государства».
В 2016—2018 годах занимал должность доцента кафедры финансовых расследований Университета государственной фискальной службы Украины.
С 2017 по 2019 годы в составе парламентских и экспертных делегаций посещал ряд заседаний структур стран ЕС, где обсуждались вопросы реформирования правоохранительных органов Украины. Является одним из авторов проекта Закона о Национальном бюро финансовой безопасности Украины № 8157 от 19.03.2018 г.
В течение 2018—2020 годов был преподавателем кафедры административного, хозяйственного права и финансово-экономической безопасности Учебно-научного института права Сумского государственного университета.
В 2021 году в Сумском государственном университете защитил диссертацию на тему: «Административно-правовые основы организации и функционирования системы экономической безопасности Украины» и получил степень доктора юридических наук.

### Юридическая практика
В 2016 году стал соучредителем юридической компании «Правовая и экономическая безопасность».

## Публикации
- «Концепция противодействия экономической преступности в контексте обеспечения экономической безопасности Украины и определения органа финансовых расследований в этом процессе»;
- «Алгоритм Intelligence Led Policing (Организация полицейской деятельности на основе криминального анализа)»;
- «Место и особенности органов государственной власти в системе субъектов обеспечения экономической безопасности государства»;
- «Правоохранительные органы Украины как субъекты обеспечения экономической безопасности государства»;
- «Функции правоохранительных органов Украины по обеспечению экономической безопасности государства»;
- «Факторы, влияющие на качество обеспечения экономической безопасности государства»;
- «Зарубежный опыт обеспечения экономической безопасности государства (на примере стран Восточной и Центральной Европы)»;
- «Определение элементов административно-правового механизма обеспечения экономической безопасности государства»;
- «Особенности взаимодействия субъектов обеспечения экономической безопасности государства»;
- «Финансовые расследования в сфере противодействия легализации преступных доходов в Украине» (учебник).

## Личная жизнь
Женат, имеет троих детей.

## Награды
- 2003 — нагрудный знак «Отличник налоговой милиции».
- 2008 — нагрудный знак «10 лет следователем подразделениям ОГНС Украины».
- 2011 — нагрудный знак «За честь и службу».
- 2016 — заслуженный юрист Украины[17].